# Magazyn wirtualny
Magazyn wirtualny – system informatyczny, pozwalający na zarządzanie fizycznymi stanami magazynowymi w rozproszonej infrastrukturze danego przedsiębiorstwa lub łańcucha logistycznego, w procesie produkcji, dystrybucji i zarządzaniem magazynem zapasu. Dostępny za pośrednictwem sieci Internet, pozwala na komunikowanie się między wszystkimi jednostkami firmy lub przedsiębiorstwami, w celu wymiany danych o aktualnych stanach magazynowych i zapasu. Jest składową częścią systemu MRP, ERP lub dodatkowym modułem tych oraz
innych systemów informatycznych. Jest integralną częścią systemu WMS.
Zastosowanie magazynu wirtualnego w przedsiębiorstwie handlowym pozwala na prowadzenie zaawansowanej dystrybucji lub obrotu towarem za pomocą sieci Internet. Na podstawie informacji o posiadanej, fizycznej ilości produktu, system automatycznie zmienia informacje o stanie, w sklepie internetowym lub aplikacji udostępnionej klientowi.
Magazyn wirtualny jest nieodłącznym elementem operacyjnym, w zakresie magazynowania i dystrybucji. Jest integralną częścią internetowego systemu sprzedaży. Połączony jest z każdym sklepem internetowym dzięki czemu klienci są w stanie śledzić, w czasie rzeczywistym stany ilościowe interesujących ich produktów